# تنظيم الدولة الإسلامية في جامو وكشمير
 تنظيم الدولة الإسلامية في جامو وكشمير هي نظرة عامة على افعال تنظيم الدولة الإسلامية، في كشمير، وتحديدا وادي كشمير في جامو وكشمير. هي ليست ولاية رسمية.

## تاريخ
أعلنت الدولة الإسلامية في عام 2016 أن ولاية خراسان ستتوسع في كشمير. خلال عام 2017، متظاهرون في جميع أنحاء وادي كشمير، وخاصة في سريناغار، ارفعوا علم داعش إلى جانب العلم الباكستاني في مسيرات مختلفة. في نوواتا، خارج مسجد جاميا، أشعلت مجموعة من الناس النار في العلم الهندي أثناء رفع أعلام الدولة الباكستانية والإسلامية. رفع العلم الباكستاني، أو أي علم وطني، يتعارض مع عقيدة داعش. في وقت لاحق، أكدت شرطة جامو وكشمير أن داعش لم تشارك في المظاهرات وأنها كانت فقط شباب كشمير. لوحظ وجود الدولة الإسلامية في جامو وكشمير في الغالب عبر الإنترنت. في ديسمبر 2017، تمت مشاركة مقطع فيديو مؤيد للدولة الإسلامية باللغة الأردية على تيليجرام، باستخدام الهاشتاج "ولاية كشمير" حيث يتعهد رجل ملثم بالولاء للدولة الإسلامية ويدعو الجماعات التابعة لتنظيم القاعدة للانضمام إلى الدولة الإسلامية. لم يتم إدراج الدولة الإسلامية في جامو وكشمير كولاية رسمية للدولة الإسلامية. الدولة الإسلامية لا تعترف بولاية كشمير، والمسؤولان عن أنشطة داعش في كشمير هم ولاية باكستان وولاية الهند التي يعملون في كشمير التي تقع تحت حكم باكستان، وكشمير التي تقع تحت حكم الهند. طغى على الدولة الإسلامية في جامو وكشمير لشكر طيبة جيش محمدي وحزب المجاهدين، الذين رفضوا علنا كل من دعاية القاعدة والدولة الإسلامية. صرح رئيس مجلس الجهاد المتحد وزعيم جلالة الملك، سيد صلاح الدين، أن حركة الجهاد الكشميري من السكان الأصليين، وليس لديها هدف خلافة عالمي، وادعى أن كل من الجماعات التابعة لتنظيم القاعدة و الدولة الإسلامية في جامو وكشمير هي محاولات من قبل الحكومة الهندية لتدمير صورة حركة الجهاد الكشميري.  اتهم سيد علي شاه جيلاني الدولة الإسلامية في جامو وكشمير، والدولة الإسلامية ككل، بأنها غير إسلامية وخلق الغرب بقصد تقسيم المسلمين. يهدف الدولة الإسلامية في جامو وكشمير إلى نشر خلافة الدولة الإسلامية إلى جامو وكشمير، بدلا من الانفصال عن الهند أو الاندماج مع باكستان.

## افعال

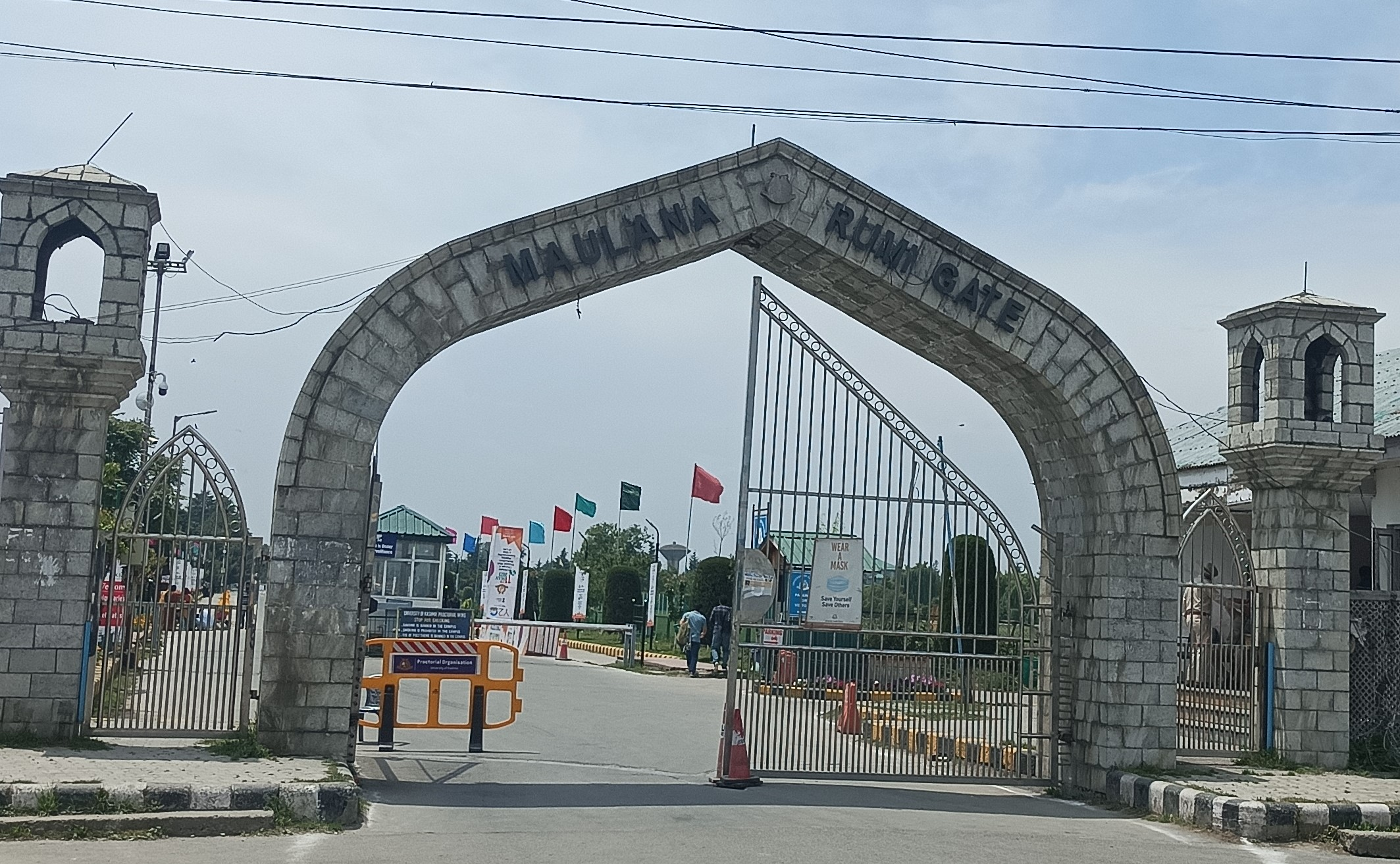

أعلنت الدولة الإسلامية مسؤوليتها عن هجوم في سريناغار في 17 نوفمبر 2017، والذي أسفر عن مقتل شرطي هندي.
في عام 2022، هاجم الدولة الإسلامية في جامو وكشمير لال بازار، مما أسفر عن مقتل شرطي وإصابة اثنين آخرين. كما هدد الدولة الإسلامية في جامو وكشمير ISI الباكستانية والجماعات التابعة لها في كشمير.